# Муштаоя
Муштаоя (устар. Муштаоя) — река в России, протекает по территории Калевальского района Карелии. Устье реки находится в 8 км по левому берегу реки Норвы. Длина реки составляет 12 км, площадь водосборного бассейна — 20,8 км².

## Данные водного реестра
По данным государственного водного реестра России относится к Баренцево-Беломорскому бассейновому округу, водохозяйственный участок реки — Кемь от Юшкозерского гидроузла до Кривопорожского гидроузла. Речной бассейн реки — бассейны рек Кольского полуострова и Карелии, впадает в Белое море.
Код объекта в государственном водном реестре — 02020000912102000004454.